# Sviatopolk av obotriterna
Sviatopolk, död 1129, var regerande furste av obotriterna mellan 1127 och 1129.
1129 dödades Svyatopolk av holsteinaren Dazo, och hans son Zwinike dödades av greve Siegfried av Erteneburg samma år. 